# Medina (Sängerin)/Diskografie
Diese Diskografie ist eine Übersicht über die musikalischen Werke der dänischen Pop-Sängerin Medina. Den Schallplattenauszeichnungen zufolge hat sie bisher mehr als 3,3 Millionen Tonträger verkauft, davon alleine in ihrer Heimat über 2,3 Millionen. Ihre erfolgreichste Veröffentlichung ist das Album Velkommen til Medina mit über 140.000 verkauften Einheiten.

## Alben

### Studioalben
| Jahr | Titel                | Höchstplatzierung, Gesamtwochen, AuszeichnungChartplatzierungen (Jahr, Titel, Platzierungen, Wochen, Auszeichnungen, Anmerkungen) | Höchstplatzierung, Gesamtwochen, AuszeichnungChartplatzierungen (Jahr, Titel, Platzierungen, Wochen, Auszeichnungen, Anmerkungen) | Höchstplatzierung, Gesamtwochen, AuszeichnungChartplatzierungen (Jahr, Titel, Platzierungen, Wochen, Auszeichnungen, Anmerkungen) | Höchstplatzierung, Gesamtwochen, AuszeichnungChartplatzierungen (Jahr, Titel, Platzierungen, Wochen, Auszeichnungen, Anmerkungen) | Höchstplatzierung, Gesamtwochen, AuszeichnungChartplatzierungen (Jahr, Titel, Platzierungen, Wochen, Auszeichnungen, Anmerkungen) | Anmerkungen                                                                            | [↑]: gemeinsam behandelt mit vorhergehendem Eintrag; [←]: in beiden Charts platziert |
| Jahr | Titel                | DK | DE | AT | CH | UK | Anmerkungen                                                                            |                                                                                      |
| ---- | -------------------- | --- | --- | --- | --- | --- | -------------------------------------------------------------------------------------- | ------------------------------------------------------------------------------------ |
| 2007 | Tæt på               | — | — | — | — | — | Erstveröffentlichung: 17. September 2007                                               |                                                                                      |
| 2009 | Velkommen til Medina | DK2 ×7Siebenfachplatin · (133 Wo.)DK                                                                                              | DE9 Gold · (23 Wo.)DE | AT45 (4 Wo.)AT | CH24 (9 Wo.)CH | — | Erstveröffentlichung: 31. August 2009                                                  |                                                                                      |
| 2010 | Welcome to Medina    | DK11 Gold · (12 Wo.)DK[DE: ↑][AT: ↑][CH: ↑][UK: ↑]                                                                                | DE9 Gold · (23 Wo.)DE | AT45 (4 Wo.)AT | CH24 (9 Wo.)CH | — | Erstveröffentlichung: 23. Juli 2010 englischsprachige Version von Velkommen til Medina |                                                                                      |
| 2011 | For altid            | DK2 ×5Fünffachplatin · (77 Wo.)DK                                                                                                 | DE8 (14 Wo.)DE | AT39 (3 Wo.)AT | CH13 (16 Wo.)CH | — | Erstveröffentlichung: 18. September 2011                                               |                                                                                      |
| 2012 | Forever              | DK5 (9 Wo.)DK[DE: ↑][AT: ↑][CH: ↑][UK: ↑]                                                                                         | DE8 (14 Wo.)DE | AT39 (3 Wo.)AT | CH13 (16 Wo.)CH | — | Erstveröffentlichung: 1. Juni 2012 englischsprachige Version von For altid             |                                                                                      |
| 2016 | We Survive           | DK20 (1 Wo.)DK | DE39 (2 Wo.)DE | — | — | — | Erstveröffentlichung: 26. Februar 2016                                                 |                                                                                      |
| 2018 | Grim                 | DK5 Gold · (4 Wo.)DK | — | — | — | — | Erstveröffentlichung: 12. Oktober 2018                                                 |                                                                                      |

### Livealben
| Jahr | Titel         | Höchstplatzierung, Gesamtwochen, AuszeichnungChartplatzierungen (Jahr, Titel, Platzierungen, Wochen, Auszeichnungen, Anmerkungen) | Höchstplatzierung, Gesamtwochen, AuszeichnungChartplatzierungen (Jahr, Titel, Platzierungen, Wochen, Auszeichnungen, Anmerkungen) | Höchstplatzierung, Gesamtwochen, AuszeichnungChartplatzierungen (Jahr, Titel, Platzierungen, Wochen, Auszeichnungen, Anmerkungen) | Höchstplatzierung, Gesamtwochen, AuszeichnungChartplatzierungen (Jahr, Titel, Platzierungen, Wochen, Auszeichnungen, Anmerkungen) | Höchstplatzierung, Gesamtwochen, AuszeichnungChartplatzierungen (Jahr, Titel, Platzierungen, Wochen, Auszeichnungen, Anmerkungen) | Anmerkungen                         |
| Jahr | Titel         | DK | DE | AT | CH | UK | Anmerkungen                         |
| ---- | ------------- | --- | --- | --- | --- | --- | ----------------------------------- |
| 2014 | Tæt på – Live | DK2 (26 Wo.)DK | — | — | — | — | Erstveröffentlichung: 17. März 2014 |

### EPs
- 2008: Kun for mig (Remixes)
- 2009: Velkommen til Medina (Remixes)
- 2010: Ensom (Remixes)
- 2010: Addiction (Remixes Vol. 1)
- 2011: Gutter (Remixes)
- 2011: Medina
- 2014: Arrogant

## Singles

### Als Leadmusikerin
| Jahr | Titel Album                         | Höchstplatzierung, Gesamtwochen, AuszeichnungChartplatzierungen (Jahr, Titel, Album, Platzierungen, Wochen, Auszeichnungen, Anmerkungen) | Höchstplatzierung, Gesamtwochen, AuszeichnungChartplatzierungen (Jahr, Titel, Album, Platzierungen, Wochen, Auszeichnungen, Anmerkungen) | Höchstplatzierung, Gesamtwochen, AuszeichnungChartplatzierungen (Jahr, Titel, Album, Platzierungen, Wochen, Auszeichnungen, Anmerkungen) | Höchstplatzierung, Gesamtwochen, AuszeichnungChartplatzierungen (Jahr, Titel, Album, Platzierungen, Wochen, Auszeichnungen, Anmerkungen) | Höchstplatzierung, Gesamtwochen, AuszeichnungChartplatzierungen (Jahr, Titel, Album, Platzierungen, Wochen, Auszeichnungen, Anmerkungen) | Anmerkungen                                                       | [↑]: gemeinsam behandelt mit vorhergehendem Eintrag; [←]: in beiden Charts platziert |
| Jahr | Titel Album                         | DK | DE | AT | CH | UK | Anmerkungen                                                       |                                                                                      |
| --- | ----------------------------------- | --- | --- | --- | --- | --- | ----------------------------------------------------------------- | ------------------------------------------------------------------------------------ |
| 2007 | Flå –                               | — | — | — | — | — | Erstveröffentlichung: 2007 feat. Ruus                             |                                                                                      |
| 2007 | Et Øjeblik Tæt på                   | — | — | — | — | — | Erstveröffentlichung: 7. Mai 2007                                 |                                                                                      |
| 2007 | Satser Alt –                        | — | — | — | — | — | Erstveröffentlichung: 2007                                        |                                                                                      |
| 2007 | Alene Tæt på                        | — | — | — | — | — | Erstveröffentlichung: 22. Oktober 2007                            |                                                                                      |
| 2008 | Okay (Artmus Remix) –               | — | — | — | — | — | Erstveröffentlichung: 7. April 2008                               |                                                                                      |
| 2008 | Kun for mig Velkommen til Medina    | DK1 ×4Vierfachplatin · (63 Wo.)DK | DE10 Gold · (25 Wo.)DE | AT25 (21 Wo.)AT | CH30 (14 Wo.)CH | UK39 (5 Wo.)UK | Erstveröffentlichung: 22. September 2008                          |                                                                                      |
| 2009 | You & I Welcome to Medina           | DK23 (1 Wo.)DK[DE: ↑][AT: ↑][CH: ↑][UK: ↑]                                                                                               | DE10 Gold · (25 Wo.)DE | AT25 (21 Wo.)AT | CH30 (14 Wo.)CH | UK39 (5 Wo.)UK | Erstveröffentlichung: 21. September 2009                          |                                                                                      |
| 2009 | Kun for dig –                       | DK1 Gold · (11 Wo.)DK | — | — | — | — | Erstveröffentlichung: 3. Juli 2009 feat. L.O.C.                   |                                                                                      |
| 2009 | Velkommen til Medina                | DK1 Platin · (25 Wo.)DK | — | — | — | — | Erstveröffentlichung: 24. Juli 2009                               |                                                                                      |
| 2009 | Ensom / Lonely Velkommen til Medina | DK2 Platin · (43 Wo.)DK | DE26 (11 Wo.)DE | AT46 (6 Wo.)AT | — | — | Erstveröffentlichung: 2. November 2009                            |                                                                                      |
| 2010 | Vi to Velkommen til Medina          | DK2 ×3Dreifachplatin + Gold (Streaming) · (38 Wo.)DK                                                                                     | — | — | — | — | Erstveröffentlichung: 19. April 2010                              |                                                                                      |
| 2010 | Addiction Welcome to Medina         | DK1 Platin + Gold (Streaming) · (22 Wo.)DK                                                                                               | DE59 (9 Wo.)DE | — | — | — | Erstveröffentlichung: 26. November 2010                           |                                                                                      |
| 2011 | Gutter Welcome to Medina            | DK8 (9 Wo.)DK | DE43 (7 Wo.)DE | — | — | — | Erstveröffentlichung: 25. Februar 2011                            |                                                                                      |
| 2011 | For altid                           | DK1 Platin + Platin (Streaming) · (19 Wo.)DK                                                                                             | — | — | — | — | Erstveröffentlichung: 30. Mai 2011                                |                                                                                      |
| 2011 | The One Welcome to Medina           | — | DE64 (1 Wo.)DE | — | — | — | Erstveröffentlichung: 12. August 2011                             |                                                                                      |
| 2011 | Synd for dig For altid              | DK1 Platin + Platin (Streaming) · (19 Wo.)DK                                                                                             | — | — | — | — | Erstveröffentlichung: 16. September 2011                          |                                                                                      |
| 2011 | Har Du Det Ligesom Mig For altid    | DK33 (1 Wo.)DK | — | — | — | — | Erstveröffentlichung: 30. September 2011                          |                                                                                      |
| 2011 | Kl. 10 For altid                    | DK1 ×2Platin + Doppelplatin (Streaming) · (22 Wo.)DK                                                                                     | — | — | — | — | Erstveröffentlichung: 31. Oktober 2011                            |                                                                                      |
| 2011 | Execute Me Welcome to Medina        | — | — | — | — | — | Erstveröffentlichung: 18. November 2011                           |                                                                                      |
| 2012 | 12 dage For altid                   | DK8 Gold + Platin (Streaming) · (17 Wo.)DK                                                                                               | — | — | — | — | Erstveröffentlichung: 26. März 2012                               |                                                                                      |
| 2012 | Boring (It’s Too Late) Forever      | — | — | — | — | — | Erstveröffentlichung: 11. Mai 2012                                |                                                                                      |
| 2012 | Forever                             | — | DE21 (13 Wo.)DE | AT19 (9 Wo.)AT | CH15 (15 Wo.)CH | — | Erstveröffentlichung: 18. Mai 2012                                |                                                                                      |
| 2012 | Lyser i mørke For altid             | DK5 ×2Gold + Doppelplatin (Streaming) · (19 Wo.)DK                                                                                       | — | — | — | — | Erstveröffentlichung: 12. Juli 2012                               |                                                                                      |
| 2012 | Happening Forever                   | — | DE68 (3 Wo.)DE | — | — | — | Erstveröffentlichung: 4. September 2012                           |                                                                                      |
| 2012 | Har du glemt For altid              | DK4 Gold + Platin (Streaming) · (14 Wo.)DK                                                                                               | — | — | — | — | Erstveröffentlichung: 29. Oktober 2012                            |                                                                                      |
| 2012 | Hvis bare For altid                 | DK39 (1 Wo.)DK | — | — | — | — | Erstveröffentlichung: November 2012 feat. Skinz                   |                                                                                      |
| 2013 | Waiting for Love Forever            | — | — | — | — | — | Erstveröffentlichung: 25. Mai 2013                                |                                                                                      |
| 2013 | Junkie Forever                      | DK18 (1 Wo.)DK | — | — | — | — | Erstveröffentlichung: 20. August 2013 feat. Svenstrup & Vendelboe |                                                                                      |
| 2014 | Jalousi –                           | DK1 ×4Platin + Vierfachplatin (Streaming) · (29 Wo.)DK                                                                                   | — | — | — | — | Erstveröffentlichung: Februar 2014                                |                                                                                      |
| 2014 | Strip, Pt. 1 –                      | DK6 Gold (Streaming) · (4 Wo.)DK | — | — | — | — | Erstveröffentlichung: April 2014 feat. Kidd                       |                                                                                      |
| 2014 | Giv Slip –                          | DK1 Platin + Platin (Streaming) · (13 Wo.)DK                                                                                             | — | — | — | — | Erstveröffentlichung: September 2014                              |                                                                                      |
| 2014 | Når intet er godt nok –             | DK1 Platin · (16 Wo.)DK | — | — | — | — | Erstveröffentlichung: November 2014                               |                                                                                      |
| 2016 | We Survive                          | — | — | — | — | — | Erstveröffentlichung: 12. Februar 2016                            |                                                                                      |
| 2016 | Forgabt (jeg fucking elsker dig) –  | DK20 Gold · (3 Wo.)DK | — | — | — | — | Erstveröffentlichung: 8. April 2016                               |                                                                                      |
| 2017 | Elsk mig Grim                       | DK10 Platin · (5 Wo.)DK | — | — | — | — | Erstveröffentlichung: 20. Januar 2017                             |                                                                                      |
| 2017 | Det smukkeste Grim                  | DK21 Platin · (4 Wo.)DK | — | — | — | — | Erstveröffentlichung: 8. Juni 2017                                |                                                                                      |
| 2017 | Beautiful –                         | — | — | — | — | — | Erstveröffentlichung: 6. Oktober 2017                             |                                                                                      |
| 2018 | Skyttegrav Grim                     | DK27 (1 Wo.)DK | — | — | — | — | Erstveröffentlichung: 2. Februar 2018                             |                                                                                      |
| 2018 | Det ku’ være mig Grim               | DK22 (2 Wo.)DK | — | — | — | — | Erstveröffentlichung: 25. Mai 2018                                |                                                                                      |
| 2019 | Folk som os –                       | DK29 Gold · (1 Wo.)DK | — | — | — | — | Erstveröffentlichung: 11. Januar 2019 mit Hjalmer                 |                                                                                      |
| 2019 | Sir det ikk –                       | DK17 Platin · (4 Wo.)DK | — | — | — | — | Erstveröffentlichung: 31. Mai 2019                                |                                                                                      |
| 2020 | I nat –                             | DK22 Gold · (1 Wo.)DK | — | — | — | — | Erstveröffentlichung: 7. August 2020 mit Artigeardit              |                                                                                      |
| 2022 | Som Stjernerne –                    | DK— GoldDK | — | — | — | — | Erstveröffentlichung: 10. Juni 2022                               |                                                                                      |
| 2023 | Lidt endnu –                        | DK4 Platin · (14 Wo.)DK | — | — | — | — | Erstveröffentlichung: 26. Januar 2023 mit D1ma                    |                                                                                      |
| 2024 | Danser for mig selv –               | DK32 Platin · (1 Wo.)DK | — | — | — | — | Erstveröffentlichung: 22. März 2024                               |                                                                                      |
| 2024 | Giv mig alt –                       | DK26 Gold · (12 Wo.)DK | — | — | — | — | Erstveröffentlichung: 14. Juni 2024                               |                                                                                      |
| 2024 | Rick Ross Pt.2 –                    | DK5 Gold · (7 Wo.)DK | — | — | — | — | Erstveröffentlichung: 11. September 2024 mit Tessa                |                                                                                      |
| Folgende Lieder erschienen nicht als Single, wurden aber durch das Album zum Download und Streaming bereitgestellt und konnten somit eine Platzierung erlangen: |                                     | | | | | |                                                                   |                                                                                      |
| |                                     | | | | | |                                                                   |                                                                                      |
| 2024 | Rick Ross Velkommen til Medina      | DK40 (1 Wo.)DK | — | — | — | — | Charteinstieg: 13. September 2024                                 |                                                                                      |

### Als Gastmusikerin
| Jahr | Titel Album                | Höchstplatzierung, Gesamtwochen, AuszeichnungChartplatzierungen (Jahr, Titel, Album, Platzierungen, Wochen, Auszeichnungen, Anmerkungen) | Höchstplatzierung, Gesamtwochen, AuszeichnungChartplatzierungen (Jahr, Titel, Album, Platzierungen, Wochen, Auszeichnungen, Anmerkungen) | Höchstplatzierung, Gesamtwochen, AuszeichnungChartplatzierungen (Jahr, Titel, Album, Platzierungen, Wochen, Auszeichnungen, Anmerkungen) | Höchstplatzierung, Gesamtwochen, AuszeichnungChartplatzierungen (Jahr, Titel, Album, Platzierungen, Wochen, Auszeichnungen, Anmerkungen) | Höchstplatzierung, Gesamtwochen, AuszeichnungChartplatzierungen (Jahr, Titel, Album, Platzierungen, Wochen, Auszeichnungen, Anmerkungen) | Anmerkungen                                                         |
| Jahr | Titel Album                | DK | DE | AT | CH | UK | Anmerkungen                                                         |
| --- | -------------------------- | --- | --- | --- | --- | --- | ------------------------------------------------------------------- |
| 2009 | 100 Dage Tommy Boy         | DK1 Platin · (23 Wo.)DK | — | — | — | — | Erstveröffentlichung: 18. September 2009 Thomas Helmig feat. Medina |
| 2010 | Mest ondt Burhan G.        | DK1 ×3Dreifachplatin + Gold (Streaming) · (23 Wo.)DK                                                                                     | — | — | — | — | Erstveröffentlichung: 5. März 2010 Burhan G. feat. Medina           |
| 2012 | Lågsus Kadavermarch        | DK1 (11 Wo.)DK | — | — | — | — | Erstveröffentlichung: 9. Juli 2012 Specktors feat. Medina           |
| 2012 | Hvad der sker her –        | DK5 Gold (Streaming) · (4 Wo.)DK | — | — | — | — | Erstveröffentlichung: 4. September 2012 Nik & Ras feat. Medina      |
| 2014 | Der findes igen –          | DK20 (1 Wo.)DK | — | — | — | — | Erstveröffentlichung: März 2014 Skinz feat. Medina                  |
| 2015 | Ud af mørket Til Vi Ligger | DK21 Gold · (13 Wo.)DK | — | — | — | — | Erstveröffentlichung: Juni 2015 Shaka Loveless feat. Medina         |
| 2017 | First Time –               | — | — | — | — | UK20 Platin · (28 Wo.)UK | Erstveröffentlichung: 8. Dezember 2017 M-22 feat. Medina            |
| 2023 | Love Isn’t Easy –          | DK— GoldDK | — | — | — | — | Erstveröffentlichung: 26. Mai 2023 Kind Mod Kind feat. Medina       |
| Folgende Lieder erschienen nicht als Single, wurden aber durch das Album zum Download und Streaming bereitgestellt und konnten somit eine Platzierung erlangen: |                            | | | | | |                                                                     |
| |                            | | | | | |                                                                     |
| 2020 | No Skrubs Sas              | DK4 Platin · (6 Wo.)DK | — | — | — | — | Charteinstieg: 6. Mai 2020 TopGunn feat. Medina                     |
| 2025 | Hørt det før Godaften      | DK3 Gold · (… Wo.)DK | — | — | — | — | Anton Westerlin feat. Pil, Annika, Mille & Medina                   |

## Musikvideos
| Jahr | Titel                  | Regie                     |
| ---- | ---------------------- | ------------------------- |
| 2008 | Kun for mig            |                           |
| 2009 | Velkommen til Medina   |                           |
| 2009 | Ensom                  | Tomace                    |
| 2009 | You & I                |                           |
| 2010 | Vi to                  | Sigurd Hoeyen             |
| 2010 | Lonely                 | Ben Rollason              |
| 2010 | Addiction              |                           |
| 2011 | Gutter                 | Michael Sauer Christensen |
| 2011 | For altid              |                           |
| 2011 | The One                |                           |
| 2011 | Synd for dig           |                           |
| 2011 | Har Du Det Ligesom Mig |                           |
| 2011 | Kl. 10                 |                           |
| 2011 | Execute Me             |                           |
| 2012 | 12 dage                |                           |
| 2012 | Forever                |                           |
| 2012 | Lyser i mørke          |                           |
| 2012 | Happening              |                           |
| 2012 | Boring (It’s Too Late) |                           |
| 2012 | Har du Glemt           |                           |
| 2013 | Waiting for Love       |                           |
| 2013 | Junkie                 |                           |
| 2014 | Jalousi                |                           |
| 2014 | Giv Slip               |                           |

## Statistik

### Chartauswertung
|                     | DK    | DE    | AT    | CH    | UK    |
| ------------------- | ----- | ----- | ----- | ----- | ----- |
| Nummer-eins-Alben   | DK—DK | DE—DE | AT—AT | CH—CH | UK—UK |
| Top-10-Alben        | DK5DK | DE2DE | AT—AT | CH—CH | UK—UK |
| Alben in den Charts | DK7DK | DE3DE | AT2AT | CH2CH | UK—UK |

|                       | DK     | DE    | AT    | CH    | UK    |
| --------------------- | ------ | ----- | ----- | ----- | ----- |
| Nummer-eins-Singles   | DK13DK | DE—DE | AT—AT | CH—CH | UK—UK |
| Top-10-Singles        | DK26DK | DE1DE | AT—AT | CH—CH | UK—UK |
| Singles in den Charts | DK42DK | DE7DE | AT3AT | CH2CH | UK2UK |

### Auszeichnungen für Musikverkäufe
| Silberne Schallplatte - Europa (Impala) - 2010: für die Single Kun for mig - 2010: für die Single Velkommen til Medina | Goldene Schallplatte - Dänemark - 2022: für das Lied Større End Os |

Anmerkung: Auszeichnungen in Ländern aus den Charttabellen bzw. Chartboxen sind in ebendiesen zu finden.
| Land/RegionAuszeichnungen für Musikverkäufe (Land/Region, Auszeichnungen, Verkäufe, Quellen) | Silber     | Gold       | Platin       | Verkäufe  | Quellen           |
| -------------------------------------------------------------------------------------------- | ---------- | ---------- | ------------ | --------- | ----------------- |
| Dänemark (IFPI)                                                                              | —          | 21× Gold21 | 51× Platin51 | 2.470.000 | ifpi.dk           |
| Deutschland (BVMI)                                                                           | —          | 2× Gold2   | —            | 250.000   | musikindustrie.de |
| Europa (Impala)                                                                              | 2× Silber2 | —          | —            | (60.000)  | Einzelnachweise   |
| Vereinigtes Königreich (BPI)                                                                 | —          | —          | Platin1      | 600.000   | bpi.co.uk         |
| Insgesamt                                                                                    | 2× Silber2 | 23× Gold23 | 52× Platin52 |           |                   |